# ヤマロク醤油
ヤマロク醤油株式会社（ヤマロクしょうゆ）は、小豆島の醤油蔵。1949年（昭和24年）に圧搾機械を導入し、もろみ屋から醤油屋へ転換した。
主力商品は、再仕込み製法（二段仕込み）による「鶴醤（つるびしお）」と、丹波黒豆を使用した「菊醤（きくびしお）」。
2018年1月18日にフジテレビの「奇跡体験!アンビリバボー」で、実話を基にしたものをドラマ形式で放送された。

## 事業所
- 本社・工場 - 香川県小豆郡小豆島町安田甲1607

## 主な商品
醤油
- 鶴醤（再仕込み醤油）
- 菊醤（濃口醤油）

つゆ・たれ・調味料
- 菊つゆ
- ポン酢